# Clistoabdominalis sinaiensis
Clistoabdominalis sinaiensis är en tvåvingeart som först beskrevs av De Meyer 1995.  Clistoabdominalis sinaiensis ingår i släktet Clistoabdominalis och familjen ögonflugor.
Artens utbredningsområde är Egypten. Inga underarter finns listade i Catalogue of Life.